# Hans von Schuch
Hans von Schuch (* 19. Juni 1886 in Niederlößnitz; † 24. November 1963 in Dresden) war ein deutscher Violoncellist und Musikpädagoge.
Hans von Schuch wuchs bei seinen Eltern, dem Dirigenten Ernst von Schuch und der Opernsängerin Clementine von Schuch-Proska, in Niederlößnitz in der Schuchstraße 15/17 auf. Er war ein Bruder der Koloratursopranistin Liesel Schuch-Ganzel und der Sopranistin Käthe von Schuch-Schmidt. Seine Tochter Clementine von Schuch (1921–2014) wurde ebenfalls Opernsängerin.
Schuch studierte am Konservatorium Dresden und war als Violoncellist in Berlin, Wien und Dresden engagiert. Ab 1915 war er als Musikpädagoge tätig.